# Chiesa dell'Immacolata Concezione (Bassano in Teverina)
La chiesa dell'Immacolata Concezione è l'attuale sede parrocchiale di Bassano in Teverina.

## Storia
Nel 1855, a causa dell'inadeguatezza della chiesa di Santa Maria dei Lumi, fu costruita la nuova sede parrocchiale dell'Immacolata Concezione, con i contributi del Comune, del monte frumentario, delle varie compagnie religiose e dei legati pii e di assistenza.
La zona scelta per la costruzione fu quella di Pian dei Biali, poco fuori le mura, dove la chiesa, in base ai progetti del Comune, si sarebbe trovata nell'asse principale del paese come oggi è.
Il 12 aprile 1864, don Isidoro Verga, nato a Bassano ma residente a Roma per motivi di studio, chiese al papa un sussidio per l'esecuzione del quadro dell'Immacolata Concezione. La richiesta ebbe immediato seguito e nel 1879, quando ancora la chiesa non era stata ultimata, fu fissato sull'altare maggiore il quadro della Madonna Immacolata donato da Mons. Verga e realizzato da Francesco Grandi, delle dimensioni di cm 350x250.
Consacrata nel 1879, la chiesa è la prima al mondo ad essere stata dedicata all'Immacolata Concezione.

## Caratteristiche

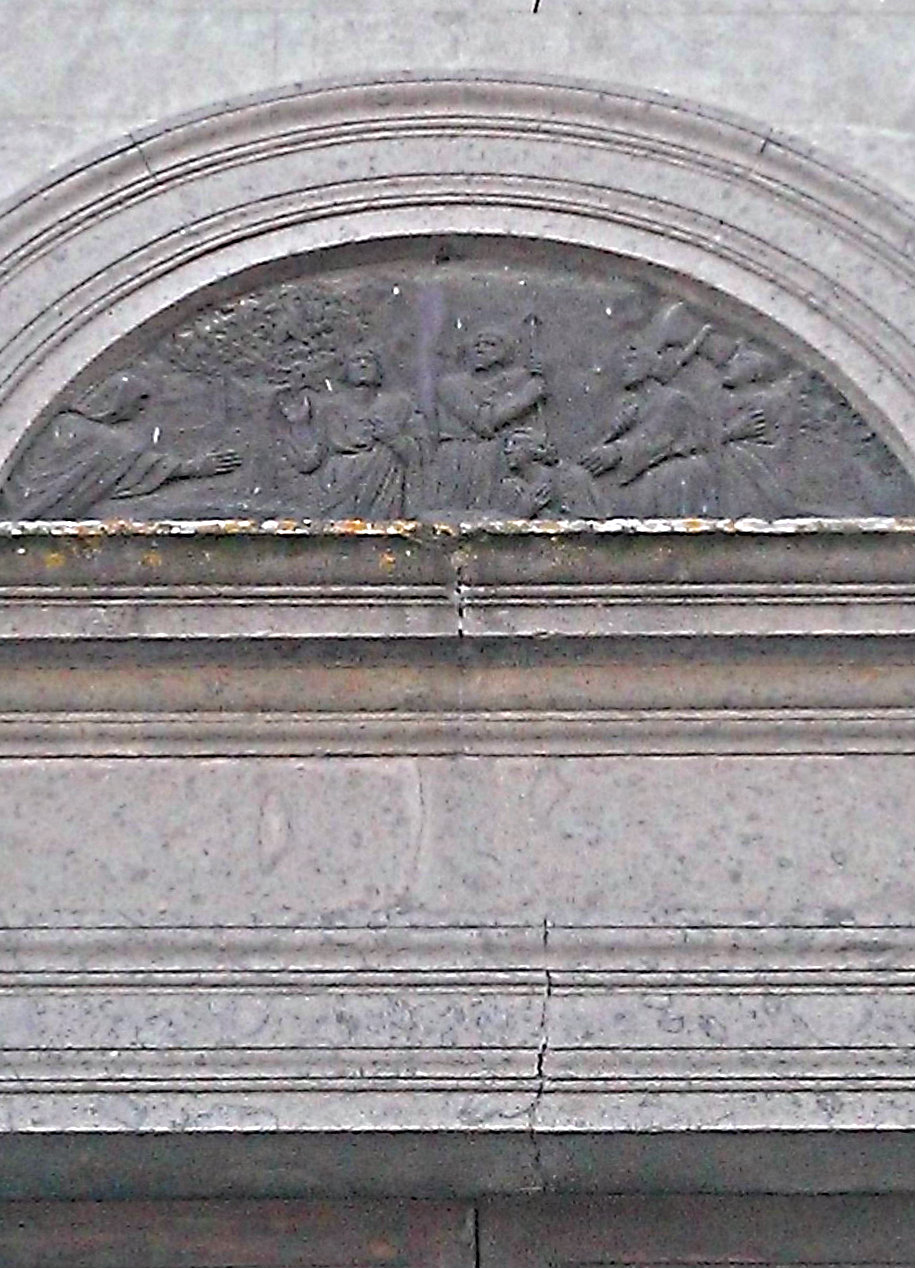
Bassorilievo raffigurante il martirio dei Santi Fidenzio e Terenzio

La chiesa conserva tre tele del pittore romano Francesco Grandi, tra cui la Madonna Immacolata, posta sopra l'altare maggiore. Si possono inoltre ammirare:
- nella navata di destra, fissato al muro con spranghe metalliche, un dipinto a tempera su tavola centinata superiormente a segmenti (cm 163x75) raffigurante l'Assunzione di Maria, datato tra la fine del XIV e l'inizio del XV secolo.
- un Crocifisso ligneo, dipinto e con spine vere incastonate nella corona, risalente al XVI secolo;
- sull'altare maggiore, un prezioso Tabernacolo contenente le reliquie dei patroni cittadini SS. Fidenzio e Terenzio.

Sono anche presenti, sulla facciata, due statue in bronzo dei Santi Fidenzio e Terenzio e un bassorilievo raffigurante il loro martirio, opere dello scultore viterbese Roberto Ioppolo (1989).
Il marmo scolpito bianco e dorato deriva dalla chiesa di Santa Maria dei Lumi e risale anch'esso al XV secolo - inizio XVI.